# Hülya Duyar
Hülya Duyar (Sivas, 26 giugno 1970) è un'attrice, sceneggiatrice e produttrice cinematografica turco-tedesca, nota per aver interpretato il ruolo di Afet nella serie Come sorelle (Sevgili Geçmiş).

## Biografia
Hülya Duyar è nata il 26 giugno 1970 a Sivas (Turchia), nel 1978 si è trasferita in Germania, dove ha trascorso parte della sua infanzia e giovinezza. Nel 2011 le è stato diagnosticato un tumore al cervello.

## Carriera
Hülya Duyar nel 1989 ha completato la sua formazione e ha fatto i suoi primi passi nel teatro come parrucchiera e truccatrice. Nel 2000 ha iniziato a lavorare al cinema e in televisione. Qui è stato scoperto il suo talento di attrice, grazie al quale ha ricevuto numerosi impegni in tutta la Germania e all'estero. I suoi film più importanti in cui ha recitato sono Süperseks (2004) e Zeit der Wünsche (2005). Oltre alle riprese, è attiva anche nel campo del mascheramento e del casting.

## Filmografia

### Attrice

#### Cinema
- Süperseks, regia di Torsten Wacker (2004)
- Im Schwitzkasten, regia di Eoin Moore (2005)
- Janjan, regia di Aydın Sayıman (2006)
- Sieh zu dass du Land gewinnst, regia di Kerstin Ahlrichs (2006)
- Made in Europe, regia di İnan Temelkuran (2007)
- Evet, ich will!, regia di Sinan Akkus (2009)
- Zenne, regia di Caner Alper e Mehmet Binay (2011)
- Almanya - La mia famiglia va in Germania (Almanya - Willkommen in Deutschland), regia di Yasemin Samdereli (2011)
- Mutluluk, regia di Abdullah Oğuz (2012)
- Glück, regia di Doris Dörrie (2012)
- Deliha, regia di Hakan Algül (2014)
- Kuzu, regia di Kutlug Ataman (2014)
- 3 Türken & ein Baby, regia di Sinan Akkus (2015)
- Macho Man, regia di Christof Wahl (2015)
- Yok Artik 2, regia di Caner Özyurtlu (2016)
- Deliha 2, regia di Gupse Ozay (2018)
- Rüzgar, regia di Serkan Acar (2018)
- Eltilerin Savaşı, regia di Onur Bilgetay (2020)
- Hababam Sinifi Yeniden, regia di Doga Can Anafarta (2019)
- Konusan Hayvanlar, regia di Mustafa Kotan (2019)
- Eltilerin Savasi, regia di Onur Bilgetay (2020)
- Zerrissen - Zwischen zwei Müttern, regia di Florian Gärtner (2020)
- Azizler, regia di Taylan Biraderler (2021)
- Sen ve Ben, regia di Ersoy Güler (2022)

#### Televisione
- Günlük – film TV (2002)
- Alltag, regia di Neco Çelik – film TV (2003)
- Zeit der Wünsche, regia di Rolf Schübel – film TV (2003)
- Jack und Bob, regia di Erhan Emre – film TV (2005)
- Leo und Marie - Eine Weihnachtsliebe, regia di Rolf Schübel – film TV (2008)
- Bir bulut olsam – serie TV, 29 episodi (2009-2010)
- Gönülçelen – serie TV, 56 episodi (2010-2011)
- Tiere bis unters Dach – serie TV, 10 episodi (2010-2013)
- Ezel – serie TV, 1 episodio (2011)
- Squadra speciale Lipsia (SOKO Leipzig) – serie TV, 1 episodio (2012)
- Karadayi – serie TV, 2 episodi (2013)
- Karagül – serie TV, 125 episodi (2013-2016)
- Kückückskind, regia di Christoph Schnee – film TV (2014)
- Josephine Klick - Allein unter Cops – serie TV, 1 episodio (2014)
- München 7 – serie TV, 1 episodio (2015)
- Ein starkes Team – serie TV, 1 episodio (2015)
- Evlat Kokusu – serie TV (2017)
- Dschermeni – serie TV, 2 episodi (2017)
- Fazilet Hanım ve Kızları – serie TV (2017)
- Nefes Nefese – serie TV, 10 episodi (2018)
- Die Heiland: Wir sind Anwalt – serie TV, 1 episodio (2018)
- The Protector – serie TV, 2 episodi (2018)
- Come sorelle (Sevgili Geçmiş) – serie TV, 8 episodi (2019)
- My Home My Destiny (Doğduğun Ev Kaderindir) – serie TV, 43 episodi (2019-2021)
- Tatort – serie TV, 1 episodio (2021)
- The Club (Kulüp) – serie TV, 4 episodi (2022)
- Nasil Fenomen Oldum – serie TV, 12 episodi (2022)
- Yali Çapkini – serie TV (2022-2023)

#### Cortometraggi
- Finimondo, regia di Gianluca Vallero (2000)
- Alim Market, regia di Özgür Yildirim (2004)
- Lâl, regia di Dirk Schäfer (2005)
- Schwimm, wenn du kannst., regia di Serdal Karaça (2006)
- A Beautiful World, regia di Nergis Usta (2007)

#### Web TV
- Kulüp – web serie (2021)

### Produttrice

#### Cinema
- Türk Gibi Başla Alman Gibi Bitir (2009)
- Zenne, regia di Caner Alper e Mehmet Binay (2011)

### Sceneggiatrice

#### Cinema
- Türk Gibi Başla Alman Gibi Bitir (2009)

## Doppiatrici italiane
Nelle versioni in italiano dei suoi film e delle sue serie TV, Hülya Duyar è stata doppiata da:
- Alessandra Cassioli[10] in Come sorelle[11], in My Home My Destiny[12]